# Saint John (Nuevo Brunswick)
Saint John (del francés: Saint-Jean) es la segunda mayor ciudad de la provincia canadiense de Nuevo Brunswick. En 1785, Saint John se convirtió en la primera ciudad incorporada en Canadá.
Situada en la desembocadura del río Saint John/Saint-Jean, a orillas de la bahía de Fundy, la ciudad ocupa, con su puerto, un lugar importante en la economía de las provincias marítimas.

## Toponimia

Juan el Bautista, por Leonardo da Vinci.

El nombre de la ciudad proviene de su posición sobre el río San Juan (del francés: Fleuve Saint-Jean), en inglés: Saint John River, descubierto el 24 de junio de 1604 por Samuel de Champlain, y llamado así en honor a Juan el Bautista. El nombre en francés es Saint-Jean, mientras que en inglés es Saint John.
Se debe tener en cuenta que de acuerdo al gobierno canadiense, «solo dos municipios en Canadá tienen un nombre para cada uno de los idiomas oficiales: Grand-Sault o Grand Falls, y Cap-des-Caissie o Caissie Cape, ambas ubicadas en Nuevo Brunswick. Otras ciudades tienen sólo una forma autorizada. Este es particularmente el caso de San Juan de Terranova (St. John's) y Saint John (Saint-Jean), en Nuevo Brunswick. La forma francesa Saint-Jean, aunque aumentó su uso, no posee carácter oficial.»

## Geografía

### Geografía física

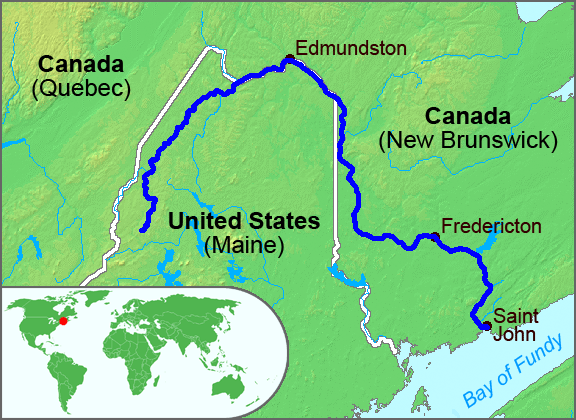
Mapa del río San Juan, en el que se observa, en su desembocadura, Saint John

#### Topografía

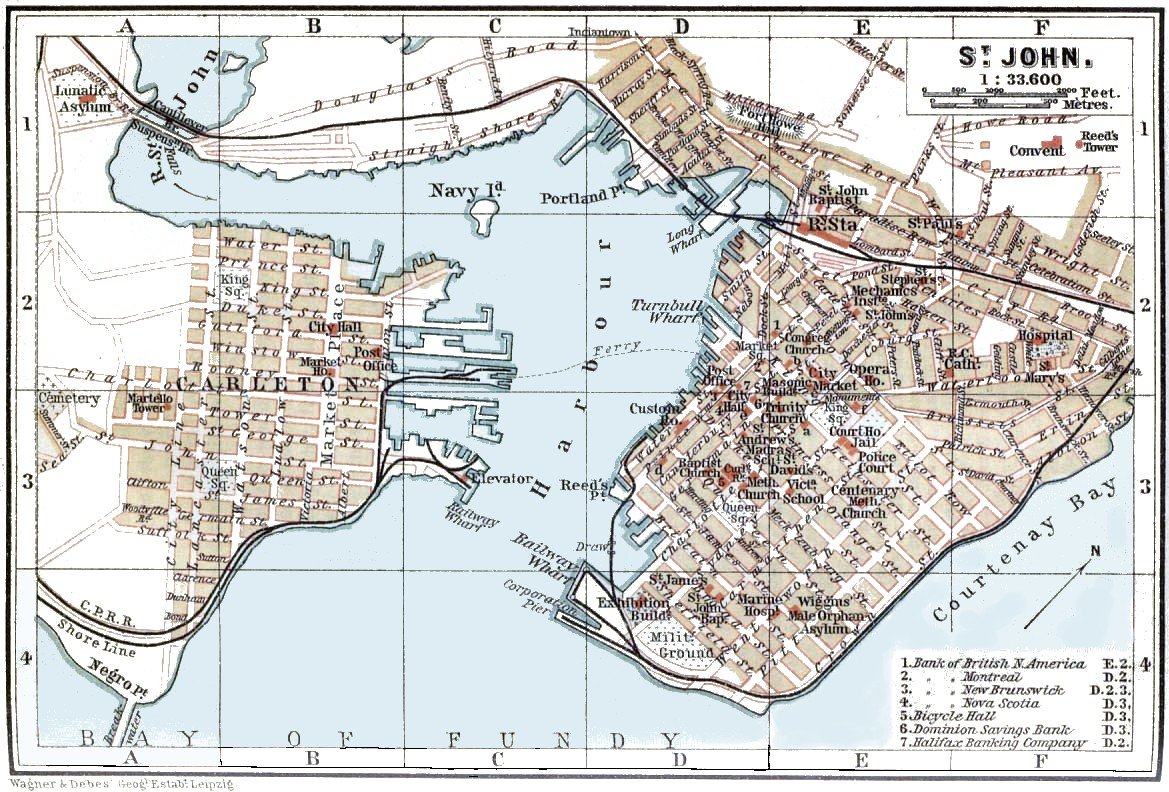
Plano de 1894.

Saint John se encuentra en el centro-sur de la provincia, bordeando la bahía de Fundy. La ciudad se encuentra a 415 kilómetros por carretera al oeste-noroeste de Halifax, 915 kilómetros al este de Montreal y 650 kilómetros al noreste de Boston, en los Estados Unidos. La ciudad tiene una superficie de 315,49 kilómetros cuadrados.
Situado en la parte centro-sur de la provincia, sobre la orilla norte de la bahía de Fundy, en la entrada del río San Juan, la ciudad es atravesada por la dirección del flujo hacia el sur del río y la parte oriental de la ciudad está a orillas del río Kennebecasis hacia el norte, donde este río desemboca en el San Juan en la bahía Grand.
La geografía de Saint John es extremadamente compleja, por lo que es imposible dar una lista detallada de todas sus características.
La topografía alrededor de la ciudad es montañosa, el resultado de la influencia de dos cadenas montañosas costeras en la bahía de Fundy, los cerros Sainte-Croix y las colinas caledonias. A ambos lados del río, el relieve del terreno forma muchas colinas y cerros, tales como la Ben Lomond (230 metros), el monte Crane (170 metros), Nowland (150 metros), Charlinton (150 metros), el monte Red Head (120 metros), el monte Golden Grove (110 metros) y el monte Crow (90 metros).
La costa es de forma irregular y con muchas puntas. Al sureste de la ciudad se encuentra una isla-península, la isla Taylors. Hay otra en el río, la isla Fausse.

#### Hidrografía
Al norte de la ciudad, la confluencia del río Kennebecasis con el río de San Juan, forman la bahía Grand. Al suroeste del último se encuentra una pequeña bahía, la bahía del Sur. Después de la bahía Grand, el río pasa a través de la ciudad, en una estrecha garganta, haciendo varios meandros. En este punto se produce el fenómeno conocido como las cataratas de marcha atrás, que se producen cuando las mareas de la bahía cambian la dirección del flujo del río durante unos kilómetros. Una serie de cornisas submarinas en los puntos más estrechos de la ranura también crean rápidos.
Otros cursos de agua importantes son el río Mispec y los arroyos Henderson, du Lac Spruce, Mill, Marsh y Graham.
La llanura costera tiene varios lagos de agua dulce en el este, oeste y norte de la ciudad. El principal es el Loch Lomond y otros lagos importantes son Ashburn, Beaver, Bradley, Buck, Ferguson, Henderson, Latimer, Ludgate, Menzies, Mystery, Robertson, Spruce y Treadwell. También hay varios estanques.

### Clima
| Parámetros climáticos promedio de Aeropuerto de Saint John (1981−2010) | Parámetros climáticos promedio de Aeropuerto de Saint John (1981−2010) | Parámetros climáticos promedio de Aeropuerto de Saint John (1981−2010) | Parámetros climáticos promedio de Aeropuerto de Saint John (1981−2010) | Parámetros climáticos promedio de Aeropuerto de Saint John (1981−2010) | Parámetros climáticos promedio de Aeropuerto de Saint John (1981−2010) | Parámetros climáticos promedio de Aeropuerto de Saint John (1981−2010) | Parámetros climáticos promedio de Aeropuerto de Saint John (1981−2010) | Parámetros climáticos promedio de Aeropuerto de Saint John (1981−2010) | Parámetros climáticos promedio de Aeropuerto de Saint John (1981−2010) | Parámetros climáticos promedio de Aeropuerto de Saint John (1981−2010) | Parámetros climáticos promedio de Aeropuerto de Saint John (1981−2010) | Parámetros climáticos promedio de Aeropuerto de Saint John (1981−2010) | Parámetros climáticos promedio de Aeropuerto de Saint John (1981−2010) |
| Mes                                                                    | Ene.                                                                   | Feb.                                                                   | Mar.                                                                   | Abr.                                                                   | May.                                                                   | Jun.                                                                   | Jul.                                                                   | Ago.                                                                   | Sep.                                                                   | Oct.                                                                   | Nov.                                                                   | Dic.                                                                   | Anual                                                                  |
| ---------------------------------------------------------------------- | ---------------------------------------------------------------------- | ---------------------------------------------------------------------- | ---------------------------------------------------------------------- | ---------------------------------------------------------------------- | ---------------------------------------------------------------------- | ---------------------------------------------------------------------- | ---------------------------------------------------------------------- | ---------------------------------------------------------------------- | ---------------------------------------------------------------------- | ---------------------------------------------------------------------- | ---------------------------------------------------------------------- | ---------------------------------------------------------------------- | ---------------------------------------------------------------------- |
| Temp. máx. abs. (°C)                                                   | 14.8                                                                   | 13.3                                                                   | 25.4                                                                   | 22.8                                                                   | 33.0                                                                   | 34.4                                                                   | 33.7                                                                   | 34.4                                                                   | 33.9                                                                   | 28.9                                                                   | 21.7                                                                   | 16.4                                                                   | 34.4                                                                   |
| Temp. máx. media (°C)                                                  | −2.5                                                                   | −1.5                                                                   | 2.4                                                                    | 8.5                                                                    | 15.0                                                                   | 19.6                                                                   | 22.6                                                                   | 22.4                                                                   | 18.2                                                                   | 12.3                                                                   | 6.4                                                                    | 0.5                                                                    | 10.3                                                                   |
| Temp. media (°C)                                                       | −7.9                                                                   | −7.1                                                                   | -2.5                                                                   | 3.7                                                                    | 9.5                                                                    | 14.0                                                                   | 17.1                                                                   | 16.8                                                                   | 13.0                                                                   | 7.6                                                                    | 2.3                                                                    | -4.4                                                                   | 5.2                                                                    |
| Temp. mín. media (°C)                                                  | −13.3                                                                  | −12.6                                                                  | −7.4                                                                   | −1.2                                                                   | 3.9                                                                    | 8.4                                                                    | 11.6                                                                   | 11.2                                                                   | 7.7                                                                    | 2.8                                                                    | −1.9                                                                   | −9.3                                                                   | 0.0                                                                    |
| Temp. mín. abs. (°C)                                                   | −33.2                                                                  | −36.7                                                                  | −30.0                                                                  | −16.7                                                                  | −7.8                                                                   | −2.2                                                                   | 1.1                                                                    | −0.6                                                                   | −6.7                                                                   | −10.6                                                                  | −16.9                                                                  | −34.4                                                                  | −36.7                                                                  |
| Precipitación total (mm)                                               | 123.5                                                                  | 91.0                                                                   | 108.2                                                                  | 105.3                                                                  | 109.8                                                                  | 101.0                                                                  | 88.4                                                                   | 81.7                                                                   | 105.6                                                                  | 116.4                                                                  | 134.1                                                                  | 130.4                                                                  | 1295.5                                                                 |
| Lluvias (mm)                                                           | 66.1                                                                   | 49.0                                                                   | 66.6                                                                   | 85.7                                                                   | 108.5                                                                  | 101.0                                                                  | 88.4                                                                   | 81.7                                                                   | 105.6                                                                  | 115.8                                                                  | 123.7                                                                  | 84.0                                                                   | 1076.0                                                                 |
| Nevadas (cm)                                                           | 64.3                                                                   | 48.4                                                                   | 44.4                                                                   | 20.0                                                                   | 1.2                                                                    | 0.0                                                                    | 0.0                                                                    | 0.0                                                                    | 0.0                                                                    | 0.5                                                                    | 10.8                                                                   | 49.9                                                                   | 239.6                                                                  |
| Días de precipitaciones (≥ 0.2 mm)                                     | 16.2                                                                   | 12.8                                                                   | 14.0                                                                   | 13.9                                                                   | 13.7                                                                   | 12.9                                                                   | 11.5                                                                   | 10.5                                                                   | 10.5                                                                   | 11.9                                                                   | 14.4                                                                   | 15.6                                                                   | 157.9                                                                  |
| Días de lluvias (≥ 0.2 mm)                                             | 6.7                                                                    | 5.3                                                                    | 7.6                                                                    | 11.0                                                                   | 13.6                                                                   | 12.9                                                                   | 11.5                                                                   | 10.5                                                                   | 10.5                                                                   | 11.7                                                                   | 12.5                                                                   | 8.3                                                                    | 122.1                                                                  |
| Días de nevadas (≥ 0.2 cm)                                             | 12.9                                                                   | 10.2                                                                   | 9.4                                                                    | 5.1                                                                    | 0.5                                                                    | 0.0                                                                    | 0.0                                                                    | 0.0                                                                    | 0.0                                                                    | 0.5                                                                    | 3.9                                                                    | 10.2                                                                   | 52.6                                                                   |
| Horas de sol                                                           | 124.9                                                                  | 124.5                                                                  | 149.9                                                                  | 165.9                                                                  | 199.0                                                                  | 211.6                                                                  | 225.9                                                                  | 216.8                                                                  | 181.9                                                                  | 147.8                                                                  | 97.0                                                                   | 102.0                                                                  | 1947.3                                                                 |
| Fuente:                                                                |                                                                        |                                                                        |                                                                        |                                                                        |                                                                        |                                                                        |                                                                        |                                                                        |                                                                        |                                                                        |                                                                        |                                                                        |                                                                        |

## Historia
Las comunidades dominadas por los unionistas de Parrtown (del lado este del río Saint John), de Carleton (del lado oeste del río Saint John) fueron fusionadas mediante Cédula Real para convertirse en la ciudad de Saint John en 1785, convirtiéndose en la primera ciudad incorporada a la Norteamérica británica (actual Canadá). Al oeste de Carleton se encontraba la parroquia de Lancaster, y al noreste de Portland estaban las "tierras de Simonds, Hazen y White", más tarde llamado Simonds, ambas comunidades con el tiempo se unieron a esta ciudad en 1967.
La ciudad es el centro industrial de la provincia de Nuevo Brunswick.
La ciudad está situada a lo largo de la costa norte de la bahía de Fundy, en la desembocadura del río Saint John.

## Demografía
- Población (año 2011): 70.063 habitantes.[8]
- Área metropolitana: 122.389 habitantes.